# Bahía Teremba
La Bahía Teremba o Baie Teremba, anteriormente conocida como Bahía Uarai, es una bahía en el suroeste de Nueva Caledonia. Bahía Moindou se encuentra al oeste y Bahía Chanbeyron se encuentra al sureste, separada de la Isla Lebris. El río de La Foa entra en el mar a través de una zona pantanosa en bahía Teremba desde el noreste. Una notable fortaleza, Fort Teremba, conocida por ser una prisión para deportados, se encuentra frente a la desembocadura del río. El 12 de julio de 1922, el velero francés Francia II encalló en el arrecife en esta bahía.